# Spongilla chaohuensis
Spongilla chaohuensis är en svampdjursart som beskrevs av Cheng 1991. Spongilla chaohuensis ingår i släktet Spongilla och familjen Spongillidae. Inga underarter finns listade i Catalogue of Life.